# Mercure de France
Mercure de France – francuskie czasopismo, które założył pod koniec XVII wieku Jean Donneau de Visé. Początkowo periodyk wydawano co tydzień jako „Mercure Gallant”, który przekazywał czytelnikom plotki i nowości w poezji. Pierwszy numer wydano w 1672 roku. Mercure miał symbolizować posłańca tak samo jak postać z mitologii rzymskiej.
W 1724 roku, zmieniono tytuł na „Mercure de France”. Jean-François de La Harpe był jego redaktorem przez 20 lat. Pomagał mu (od 1782 roku) Jacques Mallet du Pan. Gazeta ukazywała się aż do 1825 roku. Pismo było tubą francuskiego Oświecenia. Pisał do niego m.in. Pierre de Marivaux. W 1789 roku szwedzki ambasador Erik Magnus Staël von Holstein przekupił Jeana Malleta du Pana by przedstawiał sprawy szwedzkie w korzystniejszym świetle.
Pod koniec XIX wieku Alfred Vallette wskrzesił „Mercure de France”. Zamieszczano tam teksty, które pisali m.in. Jean Moréas, Émile Raynaud, Pierre Arène, Remy de Gourmont, Alfred Jarry, Albert Samain i Charles Cros.
Periodyk istnieje do dziś i zachował swój literacki charakter.